# Прусянська волость
Прусянська волость — історична адміністративно-територіальна одиниця Черкаського повіту Київської губернії з центром у селі Пруси.
Станом на 1886 рік складалася з єдиного поселення, єдиної сільської громади. Населення — 2085 осіб (985 чоловічої статі та 1100 — жіночої), 384 дворових господарства.
|                     | Площа, десятин | У тому числі орної, десятин |
| ------------------- | -------------- | --------------------------- |
| Сільських громад    | 1560           | 1560                        |
| Приватної власності | 2737           | 1612                        |
| Іншої власності     | 36             | 30                          |
| Загалом             | 4333           | 3202                        |

Поселення волості:
- Пруси — колишнє власницьке село за 45 верст від повітового міста, 2000 осіб, 384 двори, православна церква, школа, трактир, 3 постоялих будинки, лавка, 40 вітряних млинів.

Старшинами волості були:
- 1909—1910 роках — Опанас Левченко[2],[3];
- 1912—1913 роках — Юхим Максимович Максименко[4],[5];
- 1915 року — Михайло Федосійович Пугач[6].